# 安達与助
安達 与助（あだち よすけ、1896年（明治29年）12月25日 - 1984年（昭和59年）12月28日）は、大日本帝国陸軍軍人。最終階級は陸軍少将。功四級。

## 経歴
1896年（明治29年）に山形県で生まれた。陸軍士官学校第30期、陸軍大学校第42期卒業。1937年（昭和12年）8月に北支那方面軍参謀に就任し、日中戦争に出動。1938年（昭和13年）12月に興亜院調査官に転じ、1939年（昭和14年）8月に陸軍歩兵大佐に進級し、1940年（昭和15年）3月に参謀本部鉄道課長に就任した。1942年（昭和17年）3月に歩兵第224連隊長（第1軍・第36師団・第36歩兵団）に就任し、潞安に駐屯して治安維持に任じた。
1943年（昭和18年）6月10日に第23軍参謀長に就任し、8月2日に陸軍少将に進級した。1944年（昭和19年）12月に第3鉄道監に転じ、1945年（昭和20年）1月20日に大陸鉄道参謀長を経て、5月20日に門司地区鉄道司令官兼西部軍管区司令部附に就任した。終戦後の同年11月12日に山口上陸地支局長に就任した。
1947年（昭和22年）11月28日、公職追放仮指定を受けた。